# Sleipnir (Schiff)
Die Sleipnir ist ein halbtauchender Schwimmkran. Mit einer Länge von 220 Metern und einer Breite von 102 Metern ist sie das weltweit größte Halbtaucherkranschiff und verdrängt damit die Saipem 7000 und die Thialf auf die Plätze zwei und drei. Sie ist nach dem achtbeinigen Hengst Sleipnir des germanischen Gottes Odin benannt.

## Beschaffung und Einsatz
Die Sleipnir, bis zum 18. Dezember 2015 NSCV (New Semi-Submersible Crane Vessel) Sleipnir (Entwicklungsname: GVA 20000 HLV), ist ein im Jahr 2013 geplanter und derzeit im Betrieb befindlicher, halbtauchender Schwimmkran mit einer Hubkapazität von 20.000 Tonnen bei Benutzung beider Kräne („Tandemhub“).
Im Jahr 2013 wurde GVA beauftragt eine Designstudie anzufertigen. Die Hauptstudie für das Design sowie die Machbarkeitsstudie nahmen sieben Monate in Anspruch. Der Letter of Intent wurde am 30. März 2015 von William Gu, dem General Manager Offshore der Jurong Shipyard, und Jan-Pieter Klaver, CEO der Heerema Marine Contractors, unterschrieben. Am 15. Juli 2015 begann der Bau mit einem Auftragswert von 1 Milliarde US-Dollar (etwa 896 Millionen Euro).
Nachdem die Sleipnir auf der Werft in Singapur fertiggestellt wurde, erfolgte die Taufe auf den Namen Sleipnir.
Die Sleipnir ist das weltweit erste mit LNG betriebene Arbeitsschiff; darüber hinaus kann auch schwefelarmes Marinedieselöl verwendet werden. Nach den Probefahrten und Kranlasttests führte sie ihre Jungfernfahrt nach Südspanien, wo sie für ihr erstes Installationsprojekt im Mittelmeer vorbereitet wurde.

## Aufbau und Technik

### Aufbau
Die Sleipnir ist als Halbtaucher konzipiert und kann damit ihren Tiefgang beim Arbeitseinsatz durch Fluten von Ballasttanks auf bis zu 32 m vergrößern. Der Rumpf besteht aus zwei Schwimmern, welche jeweils mit vier Säulen mit dem Decksaufbau verbunden sind; diese enthalten darüber hinaus die jeweils 1000 m³ großen LNG-Tanks.
Das Arbeitsdeck weist eine Fläche von 12.000 m² auf; die Decksbelastung wird mit mindestens 10 t/m² angegeben. Die gesamte Tragfähigkeit des Deck liegt bei 20.000 t.
Das Schiff kann 400 Personen in Einzel- und Doppelkabinen unterbringen. Das Hubschrauberdeck besitzt einen Durchmesser von 28 m und eine Tragfähigkeit von 15,6 t. Es ist damit für Hubschrauber wie die AgustaWestland AW101 und Sikorsky S-92 geeignet.

### Krananlagen
Die zwei Rohrdrehkrane mit je 10.000 Tonnen (t) Hubkapazität und ein sockelmontierter Kran mit einer Traglast von 100 t wurden von Huismann Equipment in China konstruiert und gebaut. Neben den drei festinstallierten Kranen befinden sich noch ein mobiler Raupenkettenkran der Firma Sennebogen, ein Sennebogen 7700 SL, sowie ein kleinerer Teleskopkran der Firma Meada (LC785-M) an Bord.
Die beiden Hauptkrane ermöglichen mit den Haupthubwerken einen Arbeitshöhe bis 129 m über Wasserlinie bei 32 m Tiefgang und haben eine Ausladung bis 102 m. Das maximal mögliche Lastmoment im Tandemhub, das heißt im parallelen Einsatz beider Krane, liegt bei 960.000 Metertonnen (zum Vergleich erreicht die Saipem 7000 ein Lastmoment von 560.000 mt). Mit den Nebenhubwerken ist eine Hubhöhe von 165 m und eine Ausladung von 135 m (Lastmoment maximal 290.000 mt im Tandemhub) möglich. Mit den Klappspitzen wird eine Hubhöhe von 181 m und eine Ausladung von 153 m (Lastmoment maximal 61.200 mt im Tandemhub) erreicht.

### Antrieb
Der Antrieb setzt sich aus 12 MAN-8L51/60DF-Generatoren zusammen. Jeder dieser Generatoren hat bei einer durchschnittlichen Drehzahl von 500 min−1 eine Dauerleistung von 7,8 MW (10.500 PS) und bei einer Höchstdrehzahl von 514 min−1 eine Leistung von 8 MW (11.000 PS). Die Generatoren haben die Abmessungen von 10,1 m × 3,2 m × 5,3 m und ein Gewicht von jeweils 135 t. Die Generatoren treiben acht Propellergondeln (Typ: WST-65RU) mit einer Leistung von jeweils 5,5 MW an; von den acht Gondeln sind vier einziehbar. Diese haben zusammen mit der Einzugsmechanik eine Abmessung von 6 m × 5,5 m × 20 m (B × T × H inklusive E Motor) sowie eine Masse von 133 t; sie befinden sich am Heck des Schiffes.

### Dynamische Positionierung und Ankersystem
Mit Hilfe der dynamischen Positionierung der Klasse III hält das Schiff auch bei widrigsten Bedingungen auf See seine Position. Das System wurde vom norwegischen Unternehmen Kongsberg geliefert.
Das Ankersystem wurde von Rolls-Royce geliefert. Das System besteht aus jeweils drei 12 t schweren Ankern des Typs „Stevpris Mk-6“ in jeder Ecke des Schiffs. Die Anker hängen an 1750 m langen Stahlseilen.

### Warmwasserversorgung
Um die Warmwasserversorgung der Sleipnir zu gewährleisten, wurden zwei Warmwasserboiler von Headmaster mit einer Höhe von 2,5 m, einer Länge von 7,5 m und einem Durchmesser von 2 m gebaut. Die Masse der beiden Warmwasserboiler beträgt jeweils 12,5 t.

## Übersicht bekannter und abgeschlossener Projekte
| Projekt                                                   | Auftraggeber               | Auftrag | Ort                    | Stand         | Quelle        |
| --------------------------------------------------------- | -------------------------- | --- | ---------------------- | ------------- | ------------- |
| Leviathan Field Development Project                       | Noble Energy Mediterranean | Leviathan Production Platform – Installation mehrerer Plattformmodule (Gesamtmasse: 22.000 t) | Israel                 | abgeschlossen | [ 30 ]        |
| Peregrino Field Development Projects                      | Equinor                    | Peregrino field phase 2 projekt – Installation der Plattform Peregrino C auf vorinstallierten Jacket Die Topsite ist 95 m lang, 57 m breit und 49 m hoch. Der Haupttragrahmen für die WHP-C-Aufsätze wiegt 10.500 t, während die Bruttobetriebsmasse der fertigen Aufsätze 23.000 t beträgt. | Brasilien              | abgeschlossen | [ 35 ]        |
| Cassia B Platform Kompressions Platform projekt           | BP Trinidad and Tobago     | Cassia Compression Project: Installation von einer Plattform (8.928 t), auf einem Standfuß (3.747 t) sowie einer Brücke (793 t) | Trinidad und Tobago    | abgeschlossen | [ 37 ]        |
| Snorre Expansions Projekt                                 | Equinor                    | Snorre Expansions Projekt: Installation eines Erweiterungsmoduls (600 t) auf der Plattform Snorre A | Norwegen               | abgeschlossen | [ 39 ]        |
| Nova Brownfield Project                                   | Wintershall Dea            | Installation des Erweiterungsmoduls (740 t) der Plattform Gjøa | Norwegen               | abgeschlossen | [ 40 ]        |
| Tyra Redevelopment Project                                | Maersk Oil                 | Tyra Future offshore: Abbau Plattformen, Brücken sowie Jackets (17.000 t) | Dänemark               | abgeschlossen | [ 41 ]        |
| Jotun-B-Jacket-Abbau                                      | Vår Energ                  | Abbau des Jackets mit einer Masse von 8100 t | Norwegen               | abgeschlossen | [ 42 ]        |
| Hollandse Kust Zuid (HKZ) Alpha Project                   | Petrofac                   | Transport und Installation des Jackets und der Hochspannungsstation Plattform HKZ Alpha HVAC: Installation des Jackets (2800 t) und der Plattform (3.800 t) in 4. Quartal 2020 | Niederlande            | abgeschlossen | [ 44 ]        |
| Rückbau des Brae-Feldes                                   | Marathon Oil               | Rückbau und Transport aller Plattformen aus dem Brae-Feld: Produktionsplattform Brae B (Topsides, Jacket, Conductors – gesamt 61.000 t) sowie der Fackel-Plattform und der Verbindungsbrücke                                                                                                 | Vereinigtes Königreich | abgeschlossen | [ 46 ]        |
| Dana Petroleum’s P11-Unity Plattform                      | Dana Petroleum             | Installation der Plattform P11-Unity (400 t) | Niederlande            | abgeschlossen | [ 47 ]        |
| Brent Alpha Jacket                                        | Royal Dutch Shell          | Abbau und Transport des Jackets (10.100 t) zur AF Environmental Base in Vats Norwegen | Vereinigtes Königreich | abgeschlossen | [ 48 ]        |
| Tolmount Plattform                                        | Premier Oil                | Installation des Jackets (2.350 t) und der Plattform Tolmount (2.500 t) | Vereinigtes Königreich | abgeschlossen | [ 49 ]        |
| Tyra Redevelopment Projekt                                | Maersk Oil                 | Installation von neuen Jackets (6338 t & 3923 t) sowie neuer Plattformen und Brücken | Dänemark               | abgeschlossen | [ 50 ] [ 51 ] |
| Equinor´s Troll A Platform                                | Equinor                    | Installation eines neuen Prozessmoduls (1300 t) | Norwegen               | abgeschlossen | [ 52 ]        |
| Sofia Offshore Wind Farm HVDC Offshore Converter Platform | RWE Renewables             | Installation der HVDC-Offshore-Converter-Plattform für die Sofia Offshore Wind Farm. | Vereinigtes Königreich | in Planung    | [ 53 ]        |
| Johan Sverdrup (P2-Platform)                              | Equinor                    | Zusammensetzung der drei Module: Main Support Frame (MSF), Upper Process Modul (UPM) und HVDC Modul; Gesamtmasse: 24.000 t | Norwegen               | abgeschlossen | [ 55 ]        |
| Ekofisk 2/4A production platform                          | ConocoPhillips             | Entsorgung der Ekofisk-Produktionsplattform 2/4A | Norwegen               | abgeschlossen | [ 56 ]        |
| McDermott Amazon J-lay system                             | McDermott                  | Installation des Verlegesystems für die J-Pipeline | Niederlande            | abgeschlossen | [ 57 ]        |
| Johan Sverdrup processing platform (P2)                   | Equinor                    | Installation eines Jacket der Plattform Johan Sverdrup P2 (12.050 t) | Norwegen               | abgeschlossen | [ 58 ]        |
| Hollandse Kust Zuid wind farm                             | Petrofac                   | Transport und Installation des sechsbeinigen, 2852 t schweren und 50 m langen Jackets für die Offshore-Umspannplattform Hollandse Kust (zuid) (HKZ) | Niederlande            | abgeschlossen | [ 59 ]        |